# Reformierte Kirche Horgen

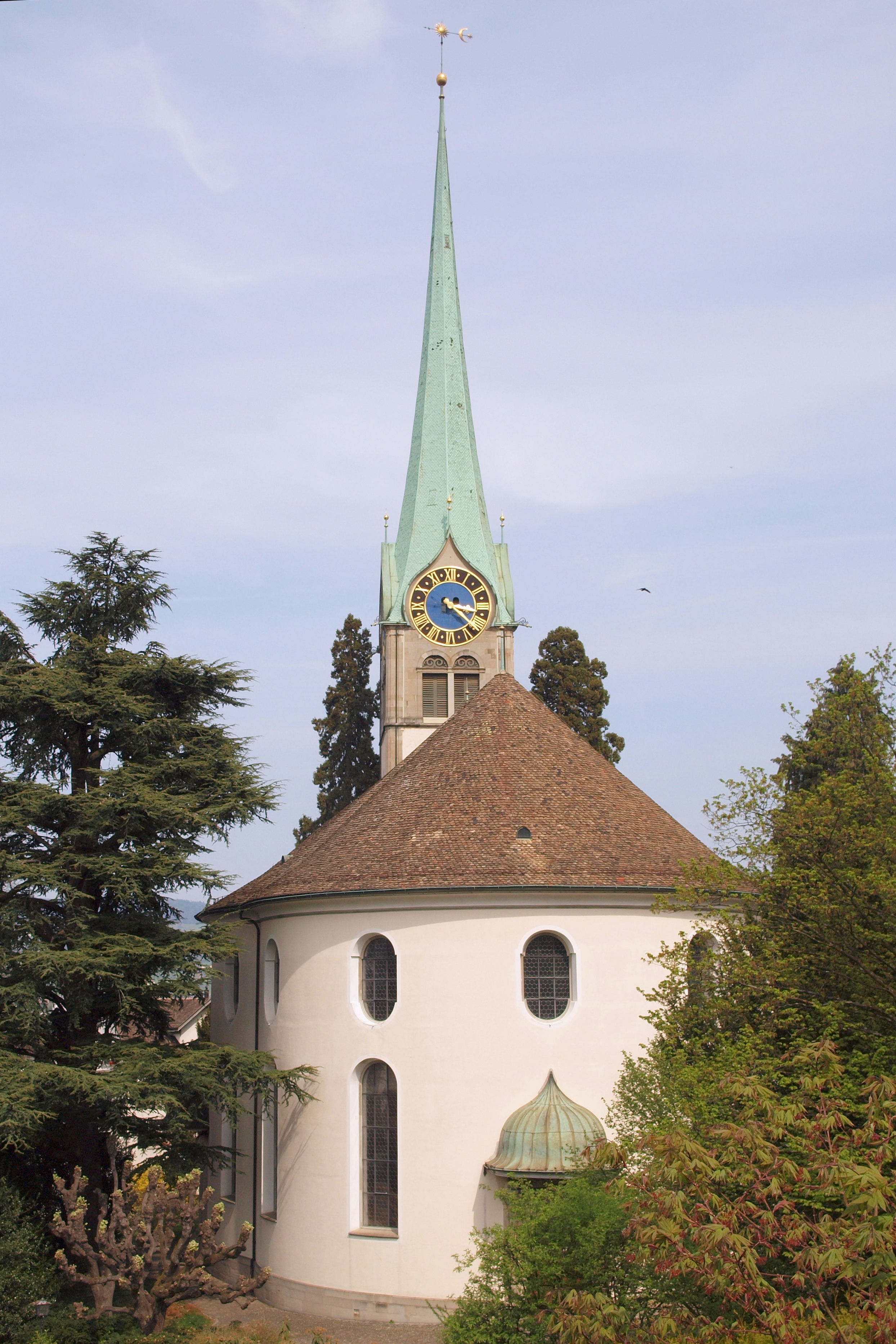
Die Reformierte Kirche Horgen von Westen

Die Reformierte Kirche Horgen ist eine evangelisch-reformierte Kirche im Zentrum von Horgen. Das heutige Bauwerk wurde 1782 eingeweiht, am selben Standort sind seit dem 13. Jahrhundert Vorgängerbauten nachweisbar.

## Geschichte

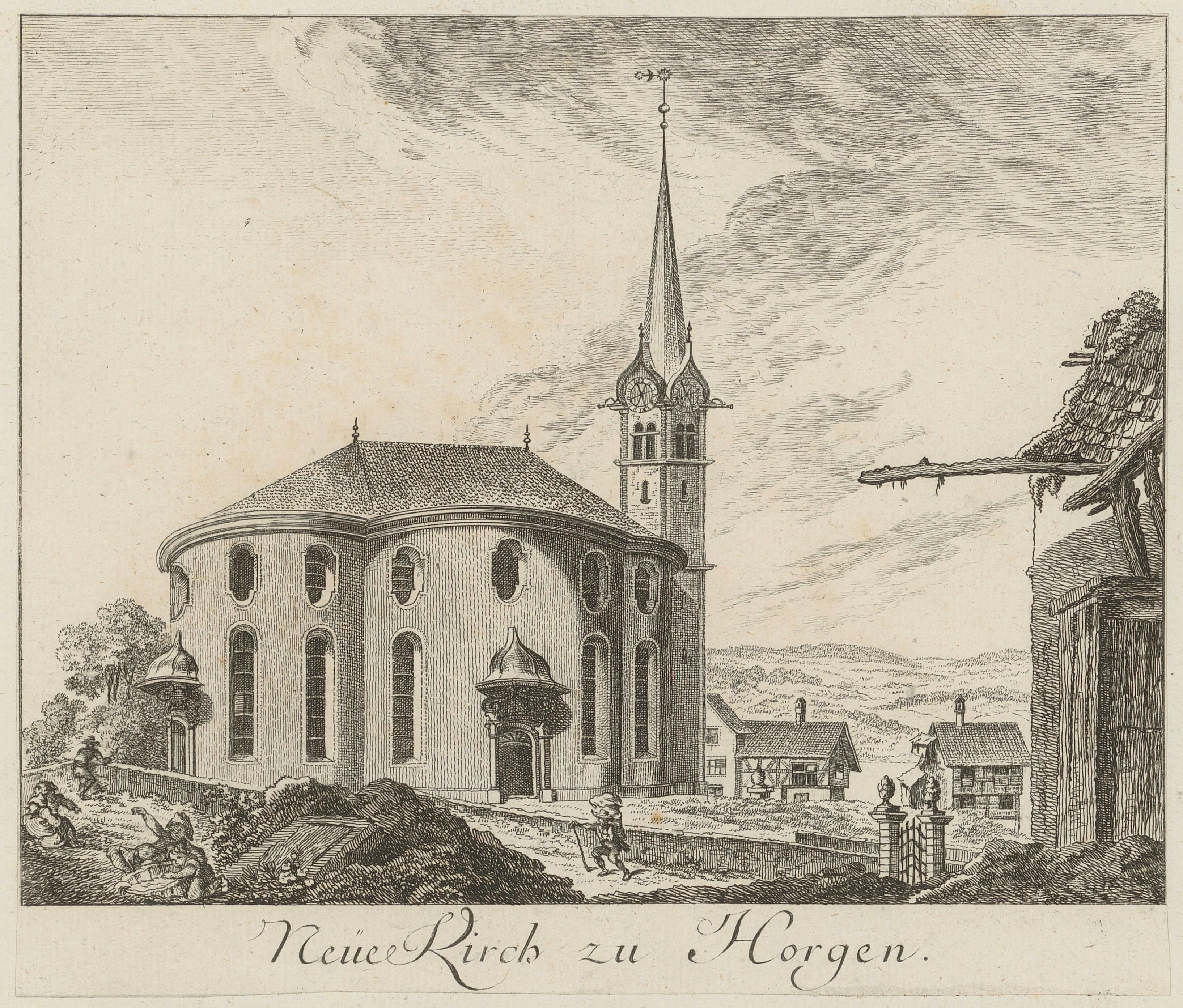
Neüe Kirch zu Horgen – in: Johann Jakob Meyer, Heinrich Pfenninger: Reformierte Kirchen um Zürich, I. Folge, 1782

Eine erste Pfarrkirche auf Gemeindegebiete von Horgen ist um 1210 urkundlich erwähnt worden. Das vermutlich romanische Bauwerk bestand aus einem Langhaus mit rechteckigem Chor und war grob geostet. Das Kirchenschiff wurde, nach den im alten Zürichkrieg erlittenen starken Beschädigungen, um 1458 verlängert. Die Darstellungen in der Chronik von Werner Schodoler, sowie die Karten von Jos Murer und Hans Conrad Gyger zeigen die Kirche mit gedrungenem quadratischen Turm mit unterschiedlichem Helm, da dieser nach einem Schadengewitter 1615 ersetzt werden musste.
Die Kollatur lag bis zur Reformation beim Fraumünster in der Stadt Zürich.
In den Jahren 1676/77 musste die zu klein gewordene Kirche einem Neubau weichen, die Ausrichtung des Gebäudes und Platzierung des Turmes wurden beibehalten, ebenso der rechteckige Grundriss. Der barocke Kirchraum hatte eine Ausdehnung von etwa 13 m × 20 m, ihm schloss sich im Osten der Turm an. Sie bestand bis 1780, als am 28. Juni auch der Turm abgerissen wurde, um einem grossen Neubau Platz zu machen.
Die heutige Kirche, Entwurf und Ausführung durch Johann Jakob Haltiner mit Stuck von Andreas Moosbrugger, wurde am 27. Oktober 1782 eingeweiht. Im Jahr 1865 erhielt die Kirche erste Glasmalereien und 1874 die beiden Freskengemälde zu beiden Seiten der Kanzel. Die erste Orgel aus dem Jahr 1884 wurde 1961 durch die heutige ersetzt. 1905 setzte man farbige Glasfenster ein.
Vor der gesamt Renovation in den Jahren 1975/1976 wurden umfangreiche Untersuchungen zur Baugeschichte durchgeführt. In der Renovation versuchte man dem original Zustand von 1782 nahezukommen, nur die Fresken wurden belassen.

## Beschreibung

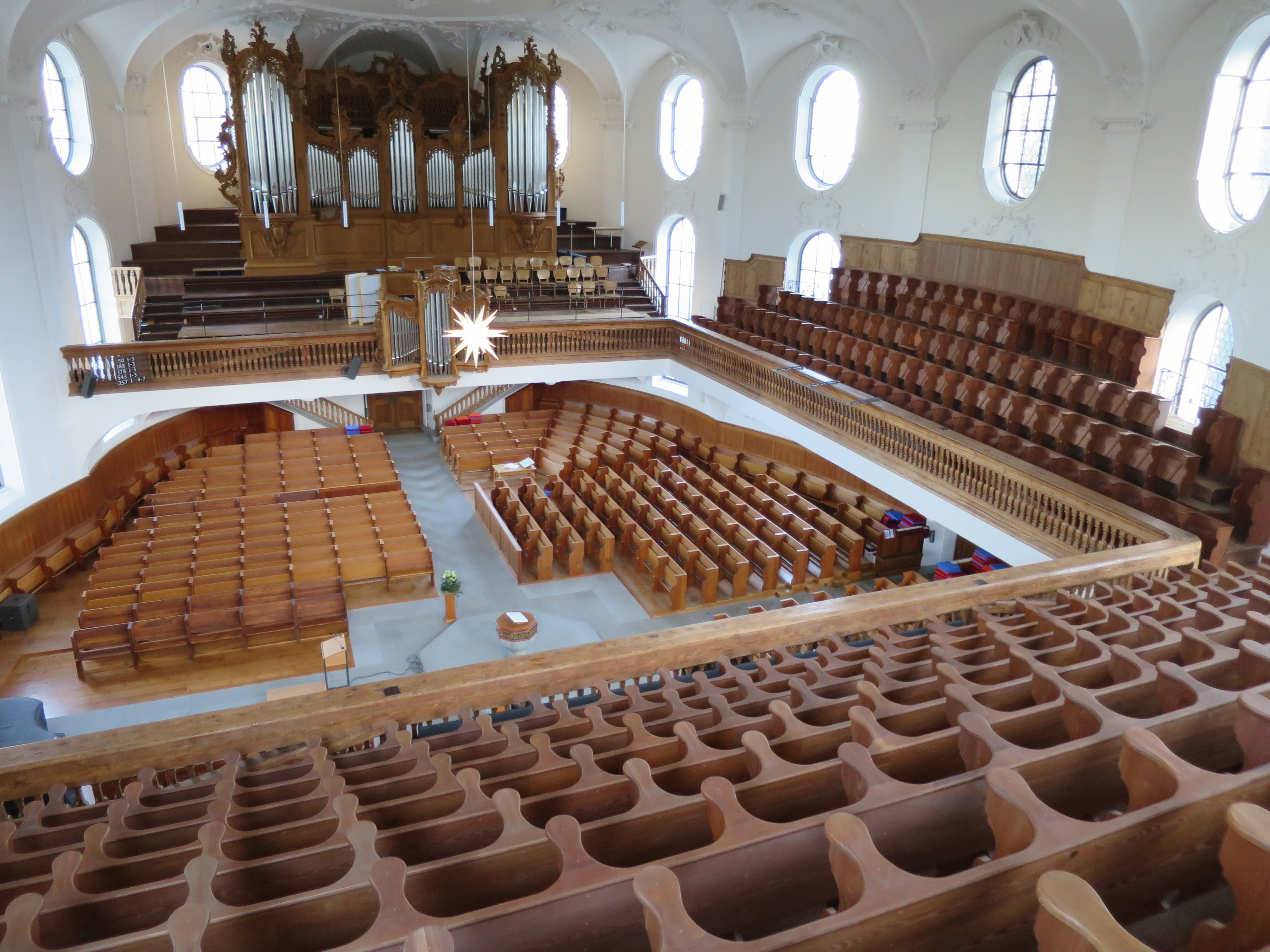
Ovaler Innenraum

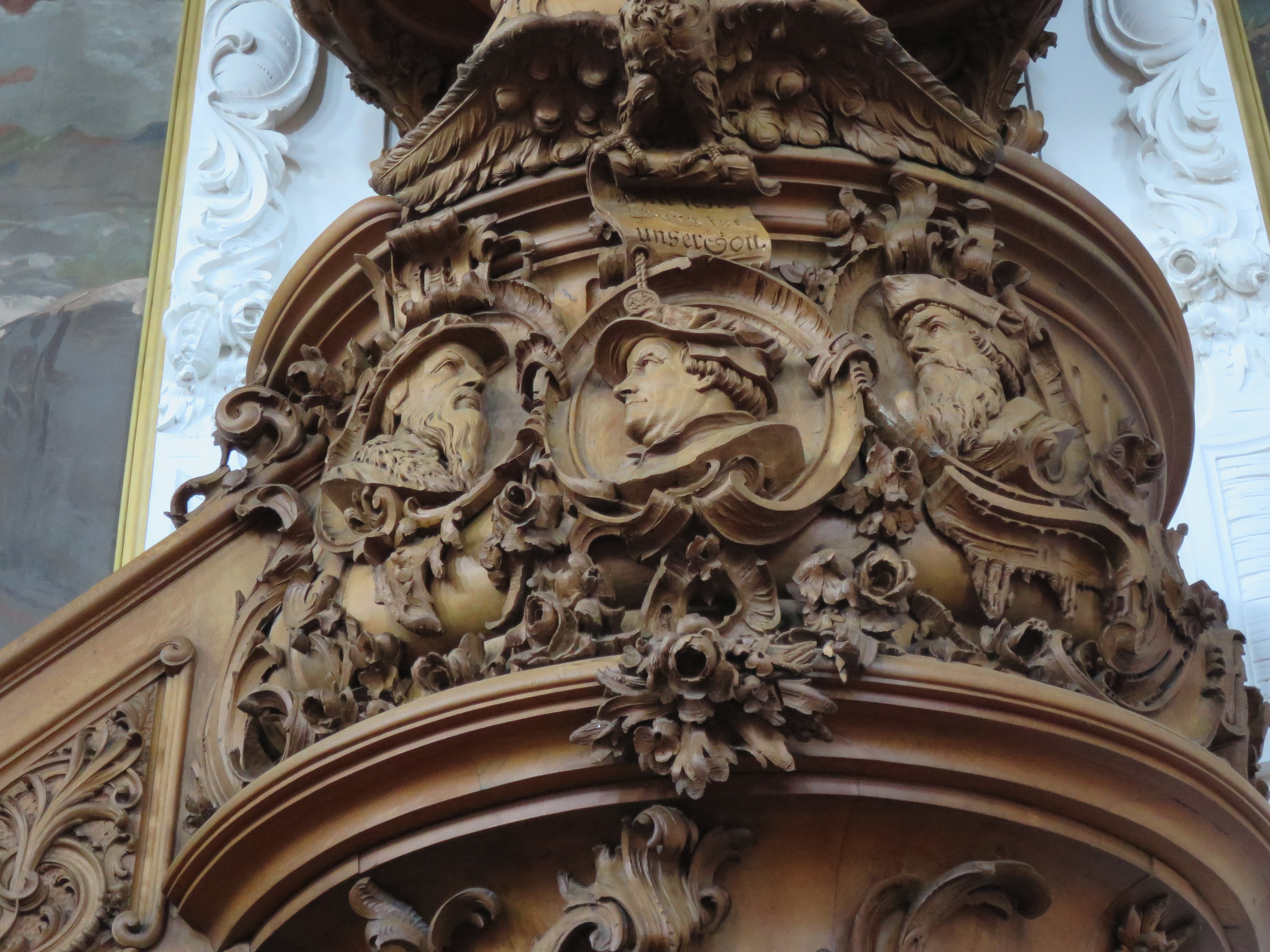
Kanzelkorb mit Bildnissen eidgenössischer Reformatoren

Die quer-ovale Zentralraum-Kirche war eine kühne Lösung vom bekannten Kirchenbaumeister Johann Jakob Haltiner aus Altstätten im Rheintal. Haltiner der in der Tradition der Baumeister Grubenmann, besonders seines Schwagers Hans Ulrich Grubenmann stand entwarf die Konstruktion auf der Basis des Kreises von 17 m Durchmesser. In der Hauptachse, Haltiner hat diese von der Vorgängerkirche in etwa übernommen, stossen im Grundriss zwei Kreise aneinander, die mit Bogensegmenten von Kreisen des doppelten Durchmessers verbunden werden. Die Festlegung der Raumhöhe lässt sich wiederum auf Kreise mit 17 Meter Durchmesser zurückführen. Diesen geschwungenen Grundriss leitet er konsequent in das Dach über. Bei der Dachkonstruktion macht sich Haltiner die Brückenbautradition der Grubenmanns zunutze und führt das Deckengewölbe unterzuglos weit in die Dachkonstruktion hinein. Der Kirchenraum wird dadurch innen viel höher als die Traufkante an der Gebäudeaussenseite erahnen lässt. Der Innenraum wird auf drei Seiten von jeweils 17 Meter langen freitragenden Emporen umgeben, deren Sprengwerk in den Brüstungen weitgehend unsichtbar untergebracht ist. Die heute sichtbaren kleinen Kapitelle deuten die Stellen an, wo Haltiner – zur Beruhigung seiner Zeitgenossen – Säulen anbringen musste.

### Stuck
Der Stuck, geschaffen vom Vorarlberger Künstler Andreas Moosbrugger verbindet Raum und Raumschmuck zu einer Einheit. Bis hin zum kleinsten Detail wachsen die Ornamente in kongenialer Weise aus dem Bau oder verlaufen sich in ihm, nie wirken sie aufgesetzt. Der 60-jährige Moosbrugger schuf hier einen reinen Rokoko-Raum von ausserordentlicher Feinheit.

### Bilder
Die Freskengemälde links und rechts der Kanzel, von Antonio Barzaghi-Cattaneo, wurden am 11. Oktober 1864 eingeweiht. Gefördert von Pfarrer Conrad Wilhelm Kambli (1829–1914), handelt es sich dabei um den ersten, nach dem Bildersturm wieder in einer reformierten Kirche angebrachten, Freskenwandschmuck.

### Kanzel
Die reich geschnitzte Kanzel im Neurokoko-Stil wurde im Jahre 1890 als wahres Denkmal der Reformation gestaltet. Das Lesepult bildet ein Adler, der eine Schriftrolle trägt, auf der geschrieben steht: Ein feste Burg ist unser Gott. Die Titelzeile des berühmten gleichnamigen Chorals von Martin Luther war der Schlachtruf der Reformation. Auf dem Kanzelkorb befinden sich die geschnitzten Bildnisse der Reformatoren Huldrych Zwingli (Mitte), Jean Calvin (links) und Johannes Oekolampad (rechts).

### Orgel

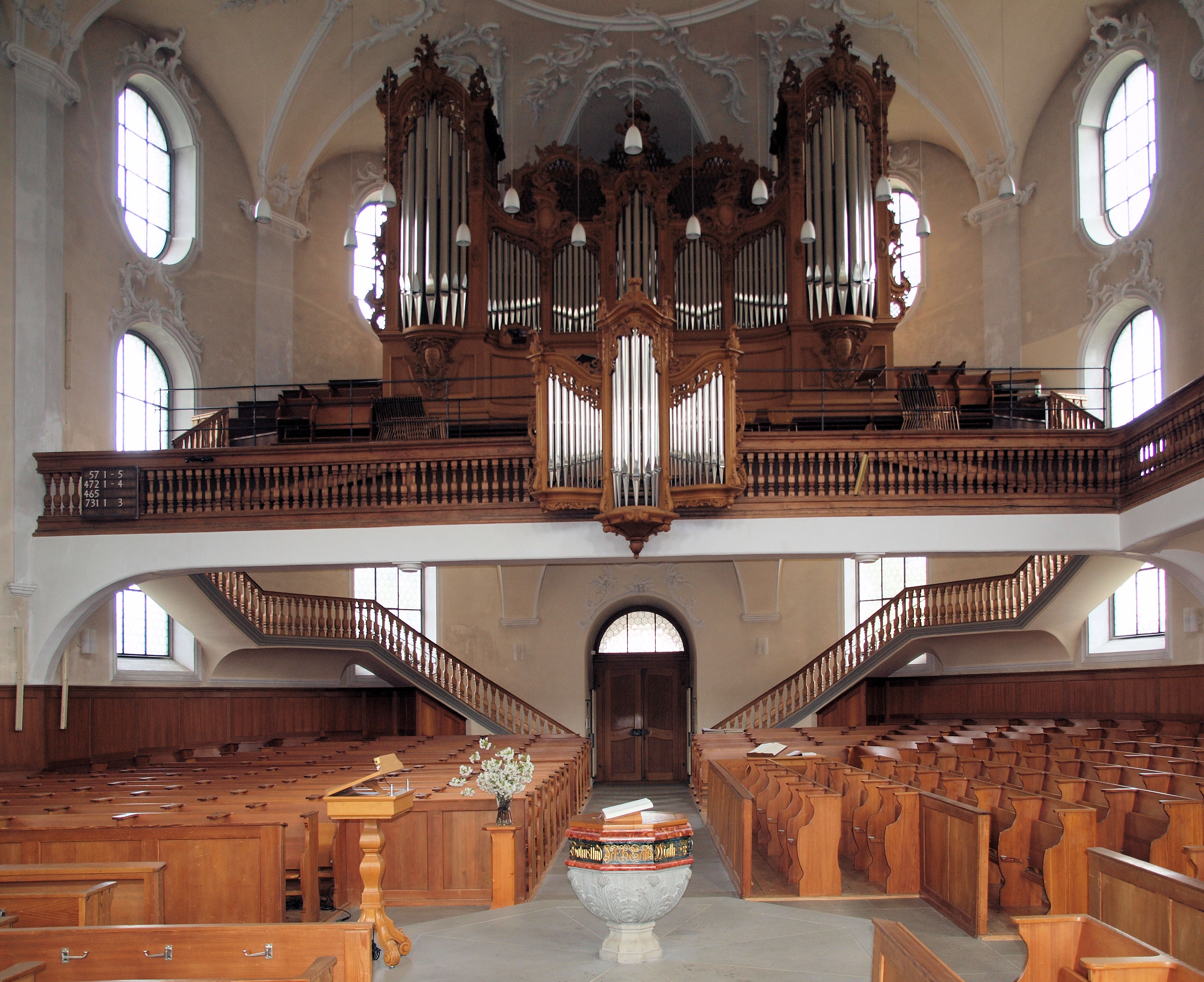
Freitragende Empore mit Orgel

1883 erhielt die Kirche Horgen ihre erste Orgel, ein romantisches Werk aus der Werkstatt des Luzerner Orgelbauers Friedrich Goll mit 41 Registern. 1913 wurde das Instrument auf bemerkenswerte 75 Register ergänzt. Die alte Orgel musste im Jahr 1961 durch einen etwas kleineren Neubau der Firma Goll ersetzt werden. Bei dem mit 62 Registern, 6 Transmissionen und 4798 Pfeifen versehenen Instrument handelt es sich aber noch immer um eine der grössten in der Region. Ihr Frequenzumfang reicht von 16 bis 8300 Hz. Revisionen fanden 1985, 2007 (nach einem Brandanschlag), 2012 und 2017 statt. Bei letzterer wurde die Trompete im Hauptwerk durch eine komplett neue Pfeifenreihe aus dem Hause Goll ersetzt.
Das noch von 1883 erhaltene Orgelprospekt ist im Stil des Neorokoko gestaltet, und somit dem Baustil der Kirche angepasst. Das Rückpositiv wurde 1961 ergänzt.
Disposition
| I Rückpositiv C–g3 |               |                |
| 1.                 | Suavial       | 8′             |
| 2.                 | Gedackt       | 8′             |
| 3.                 | Prästant      | 4′             |
| 4.                 | Blockflöte    | 4′             |
| 5.                 | Sesquialter   | 2 ⁄3′ + 1 3⁄5′ |
| 6.                 | Superoctave   | 2′             |
| 7.                 | Mixtur III-IV | 1′             |
| 8.                 | Krummhorn     | 8′             |
|                    | Tremulant     |                |

| II Hauptwerk C–g3 |                   |     |
| 9.                | Prinzipal         | 16′ |
| 10.               | Quintatön         | 16′ |
| 11.               | Prinzipal         | 8′  |
| 12.               | Flauto major      | 8′  |
| 13.               | Gemshorn          | 8′  |
| 14.               | Octave            | 4′  |
| 15.               | Hohlflöte         | 4′  |
| 16.               | Superoctave       | 2′  |
| 17.               | Mixtur major IV-V | 2′  |
| 18.               | Mixtur minor V    | 1′  |
| 19.               | Cornett V         | 8′  |
| 20.               | Bombarde          | 16′ |
| 21.               | Trompete          | 8′  |

| III Brustwerk C–g3 |               |       |
| 22.                | Rohrgedackt   | 8′    |
| 23.                | Quintatön     | 8′    |
| 24.                | Doppelflöte   | 8′    |
| 25.                | Prinzipal     | 4′    |
| 26.                | Rohrflöte     | 4′    |
| 27.                | Flöte         | 2′    |
| 28.                | Larigot       | 1 ⁄3′ |
| 29.                | Sifflöte      | 1′    |
| 30.                | Mixtur III-IV | 1′    |
| 31.                | Dulcian       | 16′   |
| 32.                | Schalmei      | 8′    |
| 33.                | Musette       | 8′    |
|                    | Tremulant     |       |

| IV Schwellwerk C–g3 |                      |        |
| 34.                 | Rohrflöte            | 16′    |
| 35.                 | Prinzipal            | 8′     |
| 36.                 | Rohrflöte            | 8′     |
| 37.                 | Koppelflöte          | 8′     |
| 38.                 | Salicional           | 8′     |
| 39.                 | Unda maris           | 8′     |
| 40.                 | Octave               | 4′     |
| 41.                 | Spitzflöte           | 4′     |
| 42.                 | Quinte               | 2 ⁄3′  |
| 43.                 | Waldflöte            | 2′     |
| 44.                 | Mixtur IV-VI         | 2′     |
| 45.                 | Terz                 | 1 3⁄5′ |
| 46.                 | Zimbel II-IV         | 1⁄2′   |
| 47.                 | Basson               | 16′    |
| 48.                 | Trompette harmonique | 8′     |
| 49.                 | Oboe                 | 8′     |
| 50.                 | Vox humana           | 8′     |
| 51.                 | Clairon              | 4′     |
|                     | Tremulant            |        |

| Pedalwerk C–f1 |                            |     |
| 52.            | Untersatz                  | 32′ |
| 53.            | Prinzipalbass              | 16′ |
| 54.            | Subbass                    | 16′ |
| 55.            | Prinzipal                  | 8′  |
| 56.            | Spitzflöte                 | 8′  |
| 57.            | Octave                     | 4′  |
| 58.            | Rauschpfeife V             | 4′  |
| 58.            | Nachthorn                  | 2′  |
| 59.            | Mixtur V                   | 2′  |
| 60.            | Posaune                    | 16′ |
| 61.            | Trompete                   | 8′  |
| 62.            | Clarine                    | 4′  |
|                | Gedacktbass (Transmission) | 16′ |
|                | Gedackt (Transmission)     | 8′  |
|                | Gedackt (Transmission)     | 4′  |
|                | Dulcian (Transmission)     | 16′ |
|                | Schalmei (Transmission)    | 8′  |
|                | Musette (Transmission)     | 4′  |

Koppeln und Spielhilfen
- 10 Koppeln: IV/III, IV/II, IV/I, III/II, III/I, II/I, IV/P, III/P, II/P, I/P
- 2 feste Kombinationen (Mezzoforte, Tutti)
- 4 freie mechanische Kombinationen
- elektronische Setzeranlage
- Auslöser: Zungen einzeln, Zungen manualweise, Mixturen manualweise
- Registercrescendo

### Glocken
Der Glockengiesser Jakob Rüetschi aus Aarau goss das 4-stimmige Geläut, welches sich die Kirchgemeinde 7000 Gulden kosten liess, dabei wurden die alten Glocken aus dem 16. Jahrhundert umgeschmolzen. Das Geläut ist im H-Dur Akkord gestimmt.
| Nr. | Gewicht (kg) | Nominal | Inschrift                                                                |
| 1   | 3240         | H°      | Glockenklang, aus freim Drang entstanden, gleich für Arm und Reich.      |
| 2   | 671          | d'      | Friedrich Schiller: Das Lied von der Glocke, Zeile 49–52                 |
| 3   | 945          | fis'    | Zur Eintracht, zu herzinnigem Vereine versammle sich die liebe Gemeinde. |
| 4   | 422          | h'      | Nur heiligen und ernsten Dingen, sei mein metallner Mund geweiht.        |

## Veranstaltungen
Bis zum Bau des Kirchgemeindehauses und des Gemeindesaales im Schinzenhof wurden neben Konzerten auch die Versammlungen der Kirchgemeinde und der politischen Gemeinde im grössten Lokal von Horgen abgehalten, was seither nur noch sehr selten der Fall ist. Neben den Gottesdiensten sind Orgel- und Chorkonzerte feste Veranstaltungen.